# (4889) Praetorius
(4889) Praetorius (1982 UW3) – planetoida z pasa głównego asteroid okrążająca Słońce w ciągu 5,45 lat w średniej odległości 3,1 j.a. Odkryta 19 października 1982 roku.